# Sacrificios humanos en la Europa Antigua
Los sacrificios humanos en la Europa Antigua eran habituales como en la mayoría de las culturas y civilizaciones antiguas.

## Sacrificios griegos
En la Antigua Grecia Artemisa era una diosa considerada extranjera pero helenizada y de amplio culto. Artemisa era una diosa de origen escita, donde los sacrificios en su culto más arcaico exigía sacrificios humanos.

## Sacrificios romanos
La Antigua Roma practicó varias formas de sacrificios humanos en los primeros siglos que luego subsistieron transformadas bajo la forma de las sangrientas muertes circenses. El gladiador parece haber sido tomado de los etruscos como una forma de muerte ritual en combate. 
Durante los primeros años de la República romana, las personas que no habían cumplido sus promesas o engañado a otros eran ofrecidas a los dioses. Los romanos ofrecían prisioneros de guerra y las vírgenes a los manes, larvaes, lares, penates y genios. Evidentemente esto constituía el ofrecimiento de sacrificios humanos de prisioneros de guerra y vírgenes a sus dioses y espíritus protectores.
También en el Imperio romano la extendida práctica de matar a los hijos (filicidio) se relacionaba con la patria potestas que autorizaba a los pater familias a «vender, matar, ofrecer a los dioses, subordinar a cualquier ocupación y devorar a los hijos».
Nuevamente hay que agregar que es bastante especulativo que el ejercicio de la patria potestas constituía un sacrificio humano ritual, ya que si bien intervenía una muerte no necesariamente era mediante un rito. No obstante, una muerte en el ejercicio de la patria potestas, aunque no sea ritual, siempre constituye un sacrificio humano.
Según Plinio el Viejo, los sacrificios humanos fueron abolidos por decreto senatorial del año 97 a. C. y el Imperio romano prohibió esos ritos en todas partes considerándolos bárbaros. Sin embargo, varios investigadores antropológicos, sociológicos han considerado que las muertes circenses adoptadas por los romanos ocuparon un lugar social similar a los sacrificios humanos. La crucifixión de miles de esclavos en la Vía Sacra en ocasión del levantamiento de Espartaco, también ha sido asimilada a los sacrificios humanos (con poco fundamento), aunque más bien formarían parte de los castigos impuestas por el código penal de la Antigua Roma.

## Sacrificios celtas

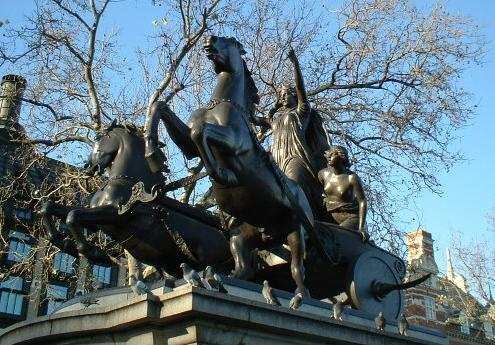
Estatua de Boudica en Westminster. Empaló a los prisioneros romanos para ofrecerlos a los dioses.

Las fuentes romanas han descrito extensamente los sacrificios humanos practicados por los celtas. Según Julio César, los galos construían figuras huecas que eran llenadas con seres humanos vivos y luego quemados. Los druidas solían supervisar los sacrificios. Durante su rebelión contra Roma, Boudica empaló a los romanos que tomaba prisioneros como ofrenda a sus dioses.
Los celtas tenían diferentes sacrificios humanos y ritos según el dios al que se dirigían:

### Atis
Los sacrificios humanos a Atis consistían en elegir a un hombre joven que era tratado como un rey durante un año y luego sacrificado para asegurar una buena cosecha.

### Esus
Según Lucano, Esus era una dios sediento de sangre. Los sacrificios humanos ofrecidos a este dios consistían en colgar a los prisioneros de guerra de un árbol.

### Taranis
Los celtas también realizaban sacrificios humanos para calmar a Taranis, a quien le atribuían las tempestades y las tormentas, pudiendo «hacer caer el cielo sobre sus cabezas». Las víctimas sacrificadas a Taranis eran degolladas. En ocasiones prisioneros de guerra que eran inmolados en una pira.

### Teutates
A Teutates los celtas lo veían como espíritu de guerra, productividad, constructividad y riqueza. Se le ofrecían sacrificios humanos para apaciguarlo y como medio de redención. Cada tribu nativa tenía su propio Teutates. En todas las inscripciones que hacen referencia a este dios se le asocia con el planeta Marte, por lo que no se sabe si Teutates era un calificativo divino aplicado a este planeta, o bien era el equivalente al dios romano Marte ya que era, como él, una divinidad guerrera.
En sus rituales era común hacer un sacrificio humano donde las víctimas ofrecidas a él generalmente eran cautivos de guerra que eran sumergidas cabeza abajo en un depósito de Ale. Fueron los galos establecidos en Asia los que introdujeron esta costumbre en las tribus europeas.

## Sacrificios celtas en Hispania
En Hispania los celtas tenían ritos y costumbres particulares para sus sacrificios humanos. En el norte de la península, se ofrendaban víctimas a una deidad indígena identificada con Ares. En la zona de Salamanca, la tribu bletonense celebraba los acuerdos sacrificando a un hombre y un caballo. Los lusitanos incluían sacrificios humanos en sus ritos de adivinación.

## Sacrificios humanos en el paganismo nórdico

### Águila de sangre
El águila de sangre fue un método de tortura y ejecución que se menciona en la literatura de algunas sagas nórdicas, se supone que como rito de sacrificio humano. La acción se ejecutaba abriendo a la víctima desde la columna vertebral, cortando y abriendo las costillas de forma que parecían alas manchadas de sangre, y sacando los pulmones hacia afuera. Se ha basado su existencia en algún vestigio de las piedras de Stora Hammars considerado como evidencia arqueológica que afirme la autenticidad de tal práctica y como prueba que el águila de sangre estuvo presente en tradiciones literarias nórdicas. Unos han sugerido que el águila de sangre nunca fue realmente llevado a la práctica, argumentando que tales vestigios se basan en el folclore sin referencias de peso o traducciones inapropiadas e inexactas.

### Domhring
El domhring era un conjunto de piedras erigidas con inscripciones rúnicas que rodeaban un pilar y que según algunos historiadores se celebraban sacrificios humanos. Se conservan restos arqueológicos en Dinamarca, Noruega, Gran Bretaña, Irlanda e Islandia.